# Ligueux (Gironda)
Ligueux é uma comuna francesa na região administrativa da Nova Aquitânia, no departamento de Gironda. Estende-se por uma área de 5,05 km². Em 2010 a comuna tinha 164 habitantes (densidade: 32,5 hab./km²).